# Ley de Beer-Lambert

La ley de Beer-Lambert relaciona la intensidad de la luz entrante (Io) con la intensidad de la luz saliente (I en la figura, I_{1} en el texto) y la concentración de la sustancia que absorbe la luz (c). La cantidad de luz absorbida depende de concentración de la sustancia absorbente, pero también de la longitud de onda (lambda) de la luz entrante o incidente.La distancia recorrida por la luz a través de la sustancia absorbente (l) suele normalizarse en los equipos de medida, ya que también influye en la cantidad de luz absorbida (a mayor recorrido a través de la sustancia absorbente, mayor cantidad de luz absorbida).

En óptica, la ley de Beer-Lambert, también conocida como ley de Beer, ley de Lambert-Beer o ley de Beer-Lambert-Bouguer es una relación empírica que relaciona la absorción de luz con las propiedades del material atravesado.
Esta ley fue descubierta independientemente (y de distintas maneras) por Pierre Bouguer en 1729, Johann Heinrich Lambert en 1760 y August Beer en 1852. Inicialmente, realizando estudios sobre la luz procedente de los astros, Bouguer se dio cuenta de que la intensidad lumínica disminuye al aumentar la distancia que la luz recorre atravesando un medio. Años más tarde, Johann Lambert se basa en esta conclusión en sus estudios sobre el mismo tema, aportando más medidas experimentales y estableciendo la dependencia matemática entre la pérdida de intensidad y el camino recorrido en el material tal y como la conocemos a día de hoy. Posteriormente, Beer propuso que la absorción de una muestra a determinada longitud de onda depende de la cantidad de especie absorbente con la que se encuentra la luz al pasar por la muestra. 
El aporte de Beer se refiere a los casos en que la sustancia medida consiste en una mezcla de soluto y disolvente (líquidos o gaseosos), así como a sólidos dopados con una cierta cantidad de elementos. No obstante, las contribuciones de Bouguer y Lambert son también válidas para materiales puros homogéneos (sólidos, líquidos o gaseosos), ya que estos presentan siempre absorción de luz a alguna longitud de onda.

## Expresión
La ley de Beer-Lambert relaciona la intensidad de luz entrante en un medio con la intensidad saliente después de que en dicho medio se produzca absorción. Tal como fue descrita por Lambert, la relación de intensidades es:
{\displaystyle I(\ell )=I_{0}exp(-\alpha \ell )}
donde {\displaystyle I,I_{0}\,} son las Intensidades luminosas saliente y entrante, respectivamente, {\displaystyle \alpha } es el coeficiente de absorción, y {\displaystyle \ell \,} es la longitud que la luz atraviesa en el medio.
Las observaciones de Beer sobre la importancia de la concentración de un soluto disuelto en un disolvente fueron añadidas a esta expresión en 1913 por Luther, que escribió que
{\displaystyle A=\varepsilon \ell c\,}
donde {\displaystyle c} es la concentración del soluto, {\displaystyle \varepsilon } es la absortividad y {\displaystyle A} es la absorción. 
En paralelo a los avances de Beer, Bunsen y Roscoe publicaron un trabajo en fotoquímica en el que medían la absorción en medios diluidos, y definieron el parámetro de absorción con un logaritmo decimal, porque vieron experimentalmente que de este modo, la relación entre las intensidades de entrada y salida tenía dependencia lineal con los parámetros relevantes de la muestra. Es así como el logaritmo decimal entró en las formulaciones referidas a la absorción. Dado que los científicos trabajando en esta línea llamaban al parámetro definido densidad óptica (DO), este es otro nombre que suele darse a la absorción, y suelen expresarse matemáticamente como:
{\displaystyle A=DO=-\log _{10}{\frac {I}{I_{0}}}}
Combinando las relaciones anteriores se obtienen las relaciones prácticas que se utilizan a menudo en la caracterización de muestras:
Para disoluciones líquidas:

{\displaystyle {I \over I_{0}}=10^{-A}=10^{-\varepsilon \ell c}}

Para gases:

{\displaystyle {I \over I_{0}}=e^{-\alpha \ell }=e^{-\sigma \ell N}}

donde:
{\displaystyle \alpha '={\frac {4\pi \ k_{\lambda }}{\lambda }}} es el coeficiente de absorción:
{\displaystyle \lambda \,} es la longitud de onda de la luz absorbida.
{\displaystyle k_{\lambda }\,} es el coeficiente de extinción.
La ley explica que hay una relación exponencial entre la transmisión de luz a través de una sustancia y la concentración de la sustancia, así como también entre la transmisión y la longitud del cuerpo que la luz atraviesa. Si conocemos {\displaystyle \ell } y α, la concentración de la sustancia puede ser deducida a partir de la cantidad de luz transmitida.
Las unidades de c y α dependen del modo en que se exprese la concentración de la sustancia absorbente. Si la sustancia es líquida, se suele expresar como una fracción molar. Las unidades de α son la inversa de la longitud (por ejemplo cm-1). En el caso de los gases, c puede ser expresada como densidad (la longitud al cubo, por ejemplo cm-3), en cuyo caso α es una sección representativa de la absorción y tiene las unidades en longitud al cuadrado (cm², por ejemplo). Si la concentración de c está expresada en moles por volumen, α es la absorbencia molar normalmente dada en mol cm-2.
El valor del coeficiente de absorción α varía según los materiales absorbentes y con la longitud de onda para cada material en particular. Se suele determinar experimentalmente. La ley tiende a no ser válida para concentraciones muy elevadas, especialmente si el material dispersa mucho la luz. La relación de la ley entre concentración y absorción de luz está basada en el uso de espectroscopia para identificar sustancias.

## Ley de Beer-Lambert en la atmósfera
Esta ley también se aplica para describir la atenuación de la radiación solar al pasar a través de la atmósfera. En este caso hay dispersión de la radiación además de absorción. La ley de Beer-Lambert para la atmósfera se suele expresar

{\displaystyle I_{n}=I_{0}\,\exp {(-m(k_{a}+k_{g}+k_{NO_{2}}+k_{w}+k_{O_{3}}+k_{r}))}} ,

donde cada {\displaystyle k_{x}} es un coeficiente de extinción cuyo subíndice identifica la fuente de absorción o dispersión:
{\displaystyle a} hace referencia a aerosoles densos (que absorben y dispersan)
{\displaystyle g} son gases uniformemente mezclados (principalmente dióxido de carbono ({\displaystyle CO_{2}}) y oxígeno molecular ({\displaystyle O_{2}}) que sólo absorbe)
{\displaystyle NO_{2}} es dióxido de nitrógeno, debido principalmente a la contaminación (sólo absorbe)
{\displaystyle w} es la absorción producida por el vapor de agua
{\displaystyle O_{3}} es ozono (sólo absorción)
{\displaystyle r} es la dispersión de Rayleigh para el oxígeno molecular ({\displaystyle O_{2}}) y nitrógeno ({\displaystyle N_{2}}) (responsable del color azul del cielo).
{\displaystyle m} es la masa de aire